# Pave Celestin 4.
Celestin 4. (død 10. november 1241) var pave fra 28. oktober 1241 til sin død samme år.
| Efterfulgte: Gregor 9. | Pave 1241 | Efterfulgtes af: Innocens 4. |